# 양성자
양성자(陽性子, 영어: proton)는 +1e인 전하를 가지는 원자를 구성하는 입자다. 중성자와 함께 원자핵을 이루며 이 둘을 '핵자'라고도 부른다. 모든 원자에 있는 핵에는 양성자가 하나 이상 포함되어 있고 이 양성자 개수가 원소 성질을 결정한다. 각 원소가 각자 양성자 수가 달라서 양성자 개수를 원소 고유한 원자 번호로 사용한다. 양성자 영문 표기인 proton은 그리스어로 '첫 번째'를 뜻한다. 이 명칭은 1920년에 어니스트 러더퍼드가 수소 원자핵 명칭으로 부여했다. 러더퍼드는 수소 원자핵 (가장 가벼운 원자핵)을 질소 원자핵 충돌로 얻을 수 있다는 사실을 1919년에 발견했고 따라서 양성자가 질소를 비롯한 모든 무거운 원자핵을 구성하는 기본 입자 후보라 여겼다.
소립자 물리학의 현대 표준 모형에서 양성자는 강입자 중 한 종류며 또 다른 핵자인 중성자와 같이 쿼크 3개(위 쿼크 2개와 아래 쿼크 1개)로 이루어져 있다. 쿼크를 제외한 질량 부분은 양성자 질량 1%정도에 불과하다. 양성자 질량에서 남는 부분은 쿼크의 역학적 에너지와 쿼크를 모아주는 글루온에 의한 강한 상호작용의 에너지에 의한 것이다. 양성자는 기본입자가 아니기 때문에 물리적인 크기를 갖는다. 양성자의 반지름은 약 0.84 fm이다.
충분히 낮은 온도에서 자유 양성자는 전자와 결합한다. 하지만 그렇게 묶인 양성자의 성질이 변하지는 않는다. 물질 사이를 빠르게 움직이는 양성자는 전자나 원자핵과의 상호작용으로 인해 원자의 전자구름에 붙잡힐 때까지 속도가 느려진다. 그 결과로 생성되는 것이 수소 화합물의 일종인 양자화 된 원자이다. 진공 상태에서 자유전자가 존재한다면 충분히 느린 양성자가 각각의 자유전자를 집어가 화학적으로 유리기상태인 중성 수소 원자가 된다. 이러한 “자유 수소 원자”들은 충분히 낮은 에너지를 갖는 다른 원자와 화학반응을 일으키는 경향이 있다. 두 자유 수소 원자가 서로 반응하면 그것들은 성간 공간의 분자 구름에 가장 흔한 분자인 중성 수소 분자(H2)가 된다. 지구상에 존재하는 이 분자는 대형 강입자 충돌기를 활용한 실험과 같은 강입자 물리 실험 등에서 가속을 위해 쓰이는 양성자의 좋은 공급원으로 쓰인다.

## 양성자의 성질
- 전하 (1.602 × 10−19 C): 전자의 전하와 크기가 같고, 부호는 다르다 (기본 전하). 벤저민 프랭클린 이래 관습적으로 양성자의 전하를 양전하로 정한다.
- 질량 938.3 MeV/c2 (1.6726×10−27kg). 이는 전자 질량의 1836배이다.
- 현재까지의 실험 결과에 따르면, 안정하거나 반감기가 매우 길다. 이는 양성자가 중입자 중 가장 가볍기 때문이다. 이에 반해 조금 더 무거운 중성자는 (자유 상태에서) 불안정하고, 양성자로 붕괴한다. 실험 결과에 따르면, 양성자의 반감기의 하한은 1035년이다. 대부분의 대통일 이론은 양성자의 붕괴를 예측하지만, 그래도 양성자의 반감기는 매우 길다.
- 입자로서 중입자로 분류한다. 즉, 세 개의 쿼크로 이루어졌다.

### 화학
원자의 주기율표는 화학적으로 동일한 성질의 원자들을 묶은 것이다. 주기율표의 성질은 양성자와 중성자의 개수에 의해 결정된다. 질적인 성질을 양적인 성질로 바꾼 것이라 할 수 있다.

### 물리학
쿼크의 발견으로, 양성자가 기본 입자가 아니라 두 개의 위 쿼크와 하나의 아래 쿼크가 강한 상호작용으로 묶인, 복합 입자임이 밝혀졌다. 하이젠베르크에 의해 제안된 아이소스핀 1/2을 가지며, 같은 핵자인 중성자와 쌍을 이룬다.

## 같이 보기
- 입자물리학
- 아원자 입자
- 중성자
- 전자
- 양성자-양성자 연쇄 반응
- 입자의 목록
- 수소 이온